# Novás (Ginzo de Limia)
Novás (llamada oficialmente San Nicolao de Novás) es una parroquia y un lugar del municipio español de Ginzo de Limia, en la provincia de Orense, Galicia.

## Toponimia
La parroquia también es conocida por el nombre de San Nicolás de Novás.

## Historia
Hasta la década de 1920, la parroquia perteneció al municipio de Moreiras, que se incorporó al de Ginzo de Limia.

## Organización territorial
La parroquia está formada por tres entidades de población:
- Mosteiro (O Mosteiro)
- Novás
- Queiruganes (Queirugás)

## Demografía

### Parroquia
| Gráfica de evolución demográfica de Novás (parroquia) entre 2000 y 2022 |
|                                                                         |
| Datos según el nomenclátor publicado por el INE.                        |

### Lugar
| Gráfica de evolución demográfica de Novás (lugar) entre 2000 y 2022 |
|                                                                     |
| Datos según el nomenclátor publicado por el INE.                    |